# Tam vương (Xiêm)
Tam vương (chữ Hán: 三王), đệ tam vương (tiếng Thái: กรมพระราชวังบวรสถานพิมุข Krom Phra Ratcha Wang Bowon Sathan Phimuk) hay chúa Hậu cung (tiếng Thái: กรมพระราชวังหลัง Krom Phra Ratcha Wang Lang), là người kế vị trên danh nghĩa (heir presumptive) của Nhị vương, Xiêm.

## Danh sách Tam vương Xiêm

### Vương quốc Ayutthaya
- Chopkhotchaprasit (1688–?)
- Borommakot (1703–1708)

### Vương quốc Rattanakosin
- Anurak Devesh (Ma Lặc),[2] 1782–1806)